# Die letzte Einheit
Die letzte Einheit (Originaltitel: The Human Division) ist ein Military-Science-Fiction-Roman von John Scalzi aus dem Jahre 2008 (auf Deutsch 2013; offizielles Erscheinungsdatum: 2014). Er setzt die Buchreihe um den Krieg der Klone, Geisterbrigaden, Die letzte Kolonie und Zwischen den Sternen als 5. von 7 Büchern fort.

## Handlung
Die Geschehnisse, die im Buch Die letzte Kolonie beschrieben wurden, haben als Folge der Intervention von John Perry zu einem zumindest vorläufigen Versiegen des Zustroms an rekrutierungswilligen Soldaten von der Erde geführt. Auch die Erdregierungen sehen die Politik der Kolonialen Union derzeit skeptisch. Aufgrund des Soldatenmangels ist diese gezwungen, die Expansionspolitik zugunsten diplomatischer Initiativen zurückzustellen.
Im Mittelpunkt des aus Episoden bestehenden Buches steht Lt. Harry Wilson, der bereits im ersten Buch eine Nebenrolle spielte und gemeinsam mit John Perry den Dienst in der Kolonialen Verteidigungsarmee aufgenommen hat. Sein technisches Talent wurde inzwischen entdeckt und da er zudem im Umgang mit Menschen und Außerirdischen geschickt agiert hat, wird er an das diplomatische Korps der Kolonialen Union ausgeliehen.
Im Buch wird aus seiner Sicht, aber auch aus der weiterer Protagonisten erzählt, wie sich die Einsatzstrategie ändert, wie aber auch unbekannte Phänomene, wie das plötzliche Verschwinden von Raumschiffen sowohl der Kolonialen Verteidigungsarmee als auch der Konklave, zu Missverständnissen führen und eine Neuauflage des galaktischen Krieges unaufhaltsam erscheinen lassen.

## Rezeption
Der Buchredakteur Carsten Kuhr sagt über den Roman: „Voller Tempo, Humor und interessanter Personen verwöhnt der Autor uns mit Science Fiction, die immer wieder einmal aktuelle Entwicklungen und Probleme verklausuliert in die Zukunft versetzt aufgreift und uns dabei bestens unterhält.“

## Ausgaben
- Die letzte Einheit (The Human Division). Heyne, 2013, ISBN 978-3-453-31516-7 (auch erschienen als Audiobuch und als E-Book)